# William Bentley
Sir William Bentley KMG (1977) (* 15. Februar 1927 in Bury; † 10. Juni 1998) war ein britischer Diplomat.

## Leben
William Bentley studierte auf der Bury Church of England High School, auf der University of Manchester und dem Wadham College. Danach war Bentley von 1945 bis 1948 bei der Britischen Armee. 1950 heiratete er Karen Ellen Christensen. Sie hatten drei Töchter und zwei Söhne. Deine diplomatische Tätigkeit begann er 1952 als Botschaftssekretär in Tokio.
1958 war er im Foreign and Commonwealth Office (F.O.) und 1960 im UN-Hauptquartier beschäftigt, bevor er 1963 wieder ins F.O. zurückkehrte. Ab 1965 leitete er dann die Kanzlei der Botschaft in Kuala Lumpur. Im Jahr 1970 war er Generalsekretär des britischen Pavillons auf der Expo ’70. Im Foreign Office leitete er 1974 die Abteilung Ferner Osten. Von 1976 bis 1982 war er Botschafter in Manila und von 1981 bis 1983 Hochkommissar in Malaysia. Danach war er von 1984 bis 1986 Botschafter in Oslo (Norwegen).